# Хилерсе
Хилерсе (њем. Hillerse) општина је у њемачкој савезној држави Доња Саксонија. Једно је од 41 општинског средишта округа Гифхорн. Према процјени из 2010. у општини је живјело 2.576 становника. Посједује регионалну шифру (AGS) 3151012.

## Географски и демографски подаци
Хилерсе се налази у савезној држави Доња Саксонија у округу Гифхорн. Општина се налази на надморској висини од 64 метра. Површина општине износи 24,1 km². У самом мјесту је, према процјени из 2010. године, живјело 2.576 становника. Просјечна густина становништва износи 107 становника/km².